# 일본국유철도 183계 전동차

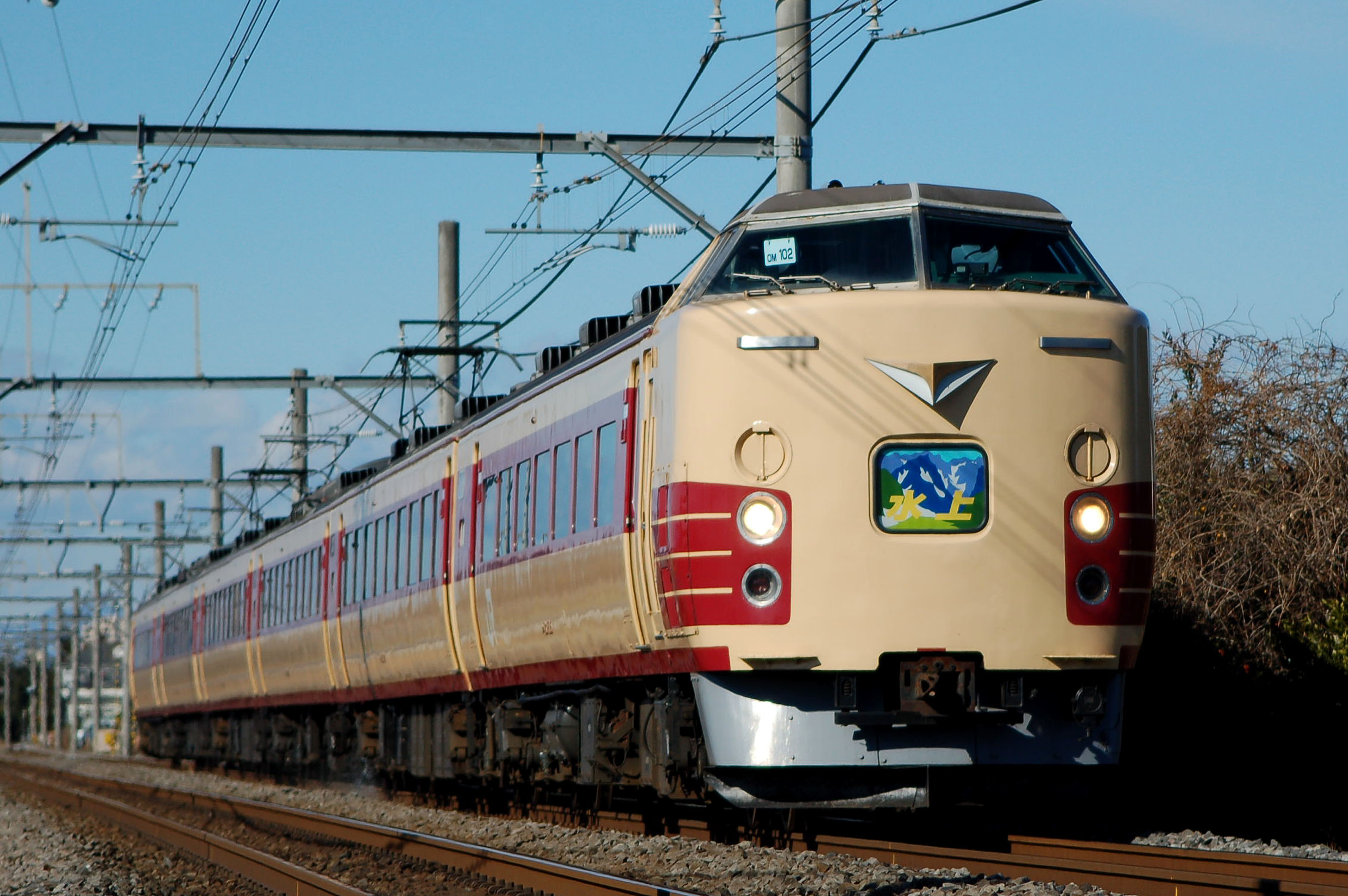
일본국유철도 183계 전동차

일본국유철도 183계 전동차(일본어: 国鉄183系電車 こくてつ183けいでんしゃ[*])는 일본국유철도의 특급형 전동차이다. 2010년 기준으로 동일본 여객철도와 서일본 여객철도가 보유하고 있다. 보소 지구의 특급용으로 등장. 후에는 주오 선 및 단바, 단고 지구에서도 사용. 485에서 직류화 개조된 차량도 있음. 블루리본상 선정차량이다.